# ぎふぎんカード
ぎふぎんカード株式会社は、岐阜銀行の系列会社であり、UFJカードのフランチャイジーとして、同行の顧客基盤をもとに主に岐阜県内でUFJカードの発行、加盟店の獲得していた。
岐阜銀行と十六銀行の合併に伴い、グループとしての経営効率化とクレジットカード事業の強化を目的に2012年（平成24年）9月1日、十六ディーシーカードを存続会社として吸収合併された。